# Die Kreuzfahrt der Dazzler

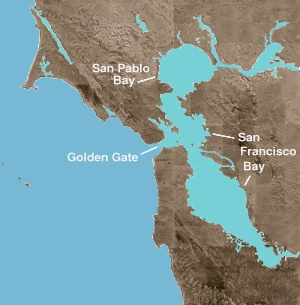
Die Frisco Bay

Die Kreuzfahrt der Dazzler (englischer Originaltitel: The Cruise of the Dazzler; deutsch auch unter den Titeln: Frisco Kid; Joe unter (den) Piraten und Piraten in der Frisco-Bay) ist ein Roman des Autors Jack London, der im Jahre 1902 erschienen ist.

## Inhalt
Das Jugendbuch beschreibt die Abenteuer des Joe Bronson. Der Junge wächst im San Francisco des ausgehenden 19. Jahrhunderts auf und bekommt mit seinem Freiheitsdrang in der Schule nur Ärger. Auch mit seinem Vater, einem ordnungsliebenden, pflichtbewussten Unternehmer, hat er nur Schwierigkeiten, und so haut er von daheim ab. 
Unter den Seeleuten in der Bucht von San Francisco hofft Joe, sich den Traum von der Seefahrt und der weiten Welt zu erfüllen. Doch der Kapitän und die Mannschaft, die ihn schließlich anheuern, sind Piraten. Den einzigen Freund findet er in dem gleichaltrigen Schiffsjungen Frisco Kid. 
An seiner Seite erlebt Joe spannende Abenteuer in der Frisco-Bay. Schließlich gelingt ihnen die Flucht vor den Piraten und sie beginnen ein neues Leben an Land.

## Entstehung
Das Buch ist besonders zugeschnitten auf das abenteuerlustige Wesen junger Burschen. Man weiß, dass Jack London hier ein stückweit sein eigenes Leben beschreibt: Wie der Protagonist Joe Bronson brach auch der amerikanische Autor aus einer schwierigen Kindheit aus und betätigte sich in der Bucht von San Francisco als Austernpirat.

## Sonstiges
Bei der Verfilmung des ZDF-Abenteuervierteilers Der Seewolf (1971) ist in der Rückblende in die Jugendzeit von Wolf Larsen (= Der Seewolf, dargestellt von Raimund Harmstorf) dieser als Frisco Kid bekannt. In der Rückblende wird Frisco Kid dargestellt von Dieter Schidor.